# Repcebecőmoly
A repcebecőmoly (Evergestis extimalis) a valódi lepkék közül a fényiloncafélék (Pyralidae) családjában a dudvamolyok (Evergestinae) alcsaládjába tartozó lepkefaj.

## Elterjedése, élőhelye
Ez az európai faj Magyarországon is általános. Leggyakrabban a Tiszántúl és a Duna–Tisza köze déli részein, valamint a Dunántúl keleti felén találhatjuk meg.

## Megjelenése
Sárga szárnyain kávébarnák a minták. Szárnyának fesztávolsága 23–26 mm.

## Életmódja
Egy évben két nemzedéke nő fel úgy, hogy a kifejlett hernyó telel a föld alatt szőtt gubóban, majd tavasszal bábozódik.
A hernyó tápnövényei a keresztesvirágúak fajai. A csoportosan élő hernyók összeszövik a repce becőit, kerek lyukat rágnak beléjük és kirágják a magot. Hasonlóan károsítják a magnak termesztett retket és káposztát is.

## Külső hivatkozások
- Mészáros Zoltán – Szabóky Csaba: A magyarországi molylepkék gyakorlati albuma. Budapest: Agroinform. 2005.  arch Hozzáférés: 2018. április 6. (PDF)